# The Father (película de 2019)
The Father es una película dramática búlgara de 2019 dirigida por Kristina Grozeva y Petar Valchanov. Fue seleccionada como la entrada búlgara a la Mejor Película Internacional en la 93.ª Premios de la Academia, pero no fue nominada.

## Sinopsis
Un hijo llega tarde al funeral de su propia madre y queda atrapado en todas las mentiras que ha comenzado.

## Reparto
- Ivan Barnev como Pavel
- Ivan Savov como Vasil
- Tanya Shahova como Lyubka
- Hristofor Nedkov como Doctor
- Margita Gosheva como Kalina
- Ivanka Bratoeva como Valentina
- Maria Bakalova como Joven Valentina